# SÜWEX

Logo SÜWEX

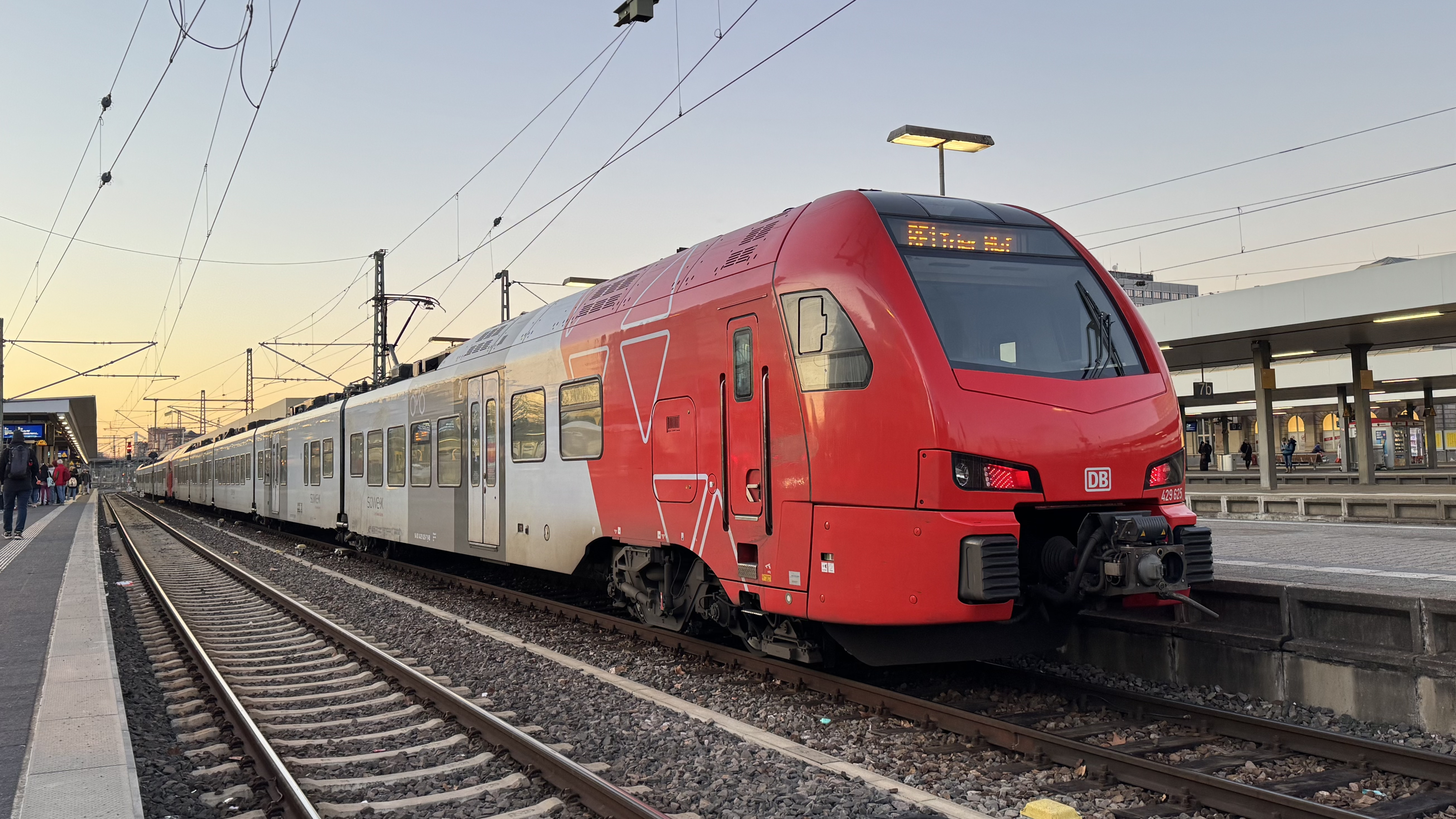
SÜWEX Flirt 3 Baureihe 429.1 in Mannheim Hbf

Unter dem Markennamen SÜWEX (lang Südwest-Express) führt die DB Regio Mitte (bis zum 1. Januar 2017 die DB Regio Südwest) seit dem 14. Dezember 2014 im Auftrag der Aufgabenträger für regionalen Schienennahverkehr in Rheinland-Pfalz und Saarland sowie Teilen von Baden-Württemberg und Hessen den schnellen Regionalverkehr durch. Dazu zählen Verbindungen zwischen Koblenz, Trier, Kaiserslautern, Saarbrücken, Ludwigshafen am Rhein und Mainz sowie die Anbindung der Städte Frankfurt am Main, Karlsruhe, Mannheim und Luxemburg. Eingesetzt werden neue Elektrotriebzüge, die sich durch neue Innenraumkonzepte vom bestehenden Angebot der Bahn auf diesen Linien und anderswo in Deutschland unterscheiden sollen.

## Geschichte
Die Präsentationsfahrt fand am 29. November 2014 statt. Bei der Jungfernfahrt war auch die damals amtierende rheinland-pfälzische Ministerpräsidentin Malu Dreyer anwesend. Die offizielle Inbetriebnahme erfolgte zum Fahrplanwechsel am 14. Dezember 2014.

## Liniennetz

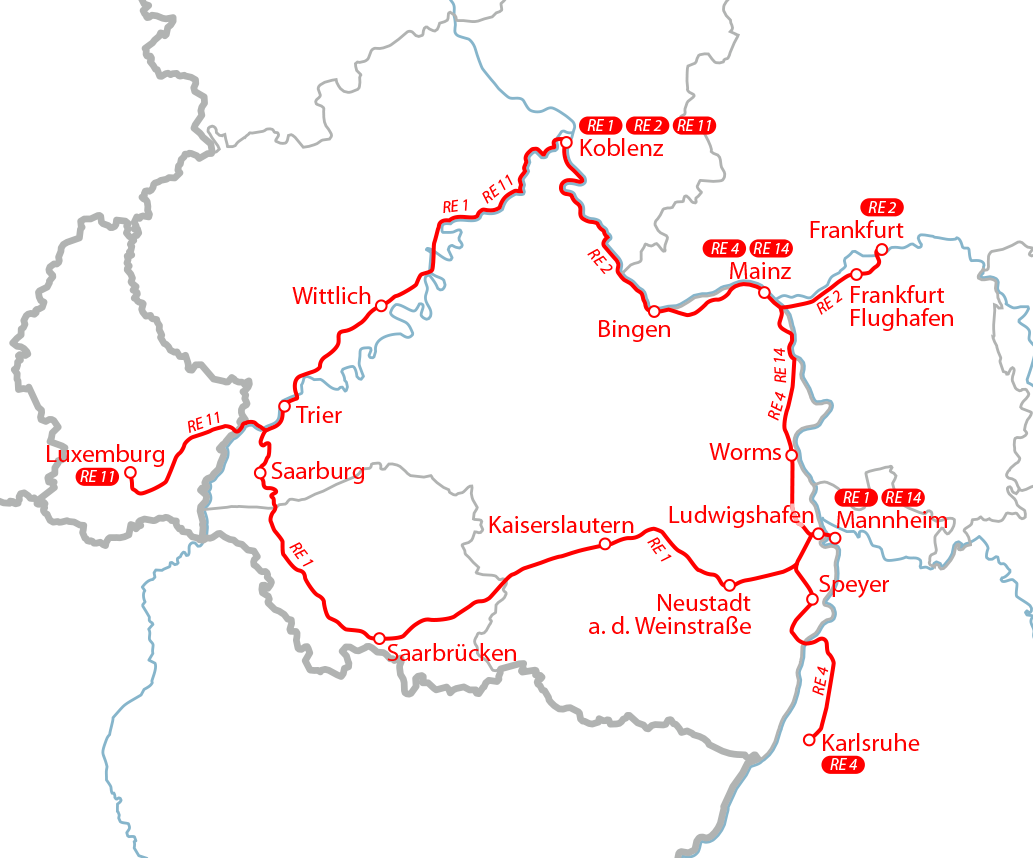
Liniennetz bis 8. Dezember 2018

Das SÜWEX-Netz besteht aus fünf Linien.
Die Linie RE 1 verbindet Mannheim und Koblenz über Saarbrücken und Trier. Diese Linie verkehrt überwiegend im Stundentakt. Lediglich zu Schwachlastzeiten enden einige Züge aus Koblenz zweistündlich bereits in Kaiserslautern. Zu Zeiten, in denen auf dem Abschnitt Saarbrücken – Mannheim die ICE der Relation Paris–Frankfurt verkehren, enden die Züge der Linie RE 1 meist schon in Homburg(Saar) bzw. Saarbrücken. In der Hauptverkehrszeit wird der Abschnitt Mannheim–Saarbrücken(–Trier) teilweise mit einem zweiten Triebwagen verstärkt.
Die Linie RE 11 verbindet Koblenz mit Luxemburg. Die Züge der Chemins de Fer Luxembourgeois (CFL) aus Luxemburg sind auf der Linie RE 11 nach Trier mit Stadler-Kiss-Triebwagen in das Netz eingebunden und fahren ab Trier als Doppeltraktion vereinigt mit den SÜWEX-Zügen aus Mannheim nach Koblenz. In Randlagen fahren diese Züge teilweise nur von Luxemburg bis Trier und zurück.
Auf der Moselstrecke hat der SÜWEX ebenfalls den Schienenpersonennahverkehr übernommen. Auch die Verbindung der CFL zwischen Düsseldorf und Luxemburg ist ab Koblenz zum Nahverkehrstarif nutzbar.
Die Linie RE 2 führt von Frankfurt Hbf über Mainz Hbf, d. h. linksrheinisch nach Koblenz. Die Linie RE 4 verbindet zweistündlich Frankfurt über Mainz mit Karlsruhe. Die Linie RE 14 fährt zweistündlich von Frankfurt über Mainz nach Mannheim. Dabei bilden RE 4 und RE 14 gemeinsam einen Stundentakt auf dem Abschnitt Frankfurt–Ludwigshafen. Ende 2018 wurden die bisher in Mainz endenden Linien RE 4 und RE 14 über die nordmainische Strecke nach Frankfurt verlängert. Bei der Fahrt von Frankfurt nach Mainz ergibt sich so eine zehnminütige Fahrzeitersparnis gegenüber den Zügen der Linie RE 2, welche südmainisch über Frankfurt Flughafen fahren.
| Linie | Zuglauf | Takt                  |
| ----- | --- | --------------------- |
| RE 1  | Koblenz Hbf – Bullay – Wittlich Hbf – Trier Hbf – Saarburg – Merzig (Saar) – Saarbrücken Hbf – Homburg (Saar) Hbf – Landstuhl – Kaiserslautern Hbf – Neustadt (Weinstraße) Hbf – Ludwigshafen Mitte – Mannheim Hbf | stündlich             |
| RE 11 | Luxemburg – Wasserbillig – Trier Hbf ( – Wittlich – Koblenz Hbf) | annähernd Stundentakt |
| RE 2  | Koblenz Hbf – Boppard Hbf – Bingen (Rhein) Hbf – Mainz Hbf – Frankfurt (Main) Flughafen – Frankfurt (Main) Hbf | zweistündlich         |
| RE 4  | Frankfurt (Main) Hbf – Frankfurt-Höchst – Hochheim (Main) – Mainz Hbf – Worms Hbf – Frankenthal Hbf – Ludwigshafen Hbf – Speyer Hbf – Germersheim – Karlsruhe Hbf                                                  | zweistündlich         |
| RE 14 | Frankfurt (Main) Hbf – Frankfurt-Höchst – Hochheim (Main) – Mainz Hbf – Worms Hbf – Frankenthal (Pfalz) Hbf – Ludwigshafen Mitte – Mannheim Hbf                                                                    | zweistündlich         |

Zwei Zugpaare der Linie RE 2 werden vom Unternehmen Vlexx betrieben.
Von Montag bis Freitag hält morgens ein Zug des RE 1 in Ludwigshafen Hbf anstatt in Ludwigshafen Mitte und wird nach Heidelberg Hbf verlängert. In der Gegenrichtung hält nachmittags ein Zug in Ludwigshafen Hbf.
Der vordere Zugteil von RE 2 (4262), Abfahrt 17:08 Uhr ab Frankfurt Hbf, fährt ab Koblenz Hbf weiter als RE 1 (4126) nach Mannheim Hbf.

## Fahrzeuge

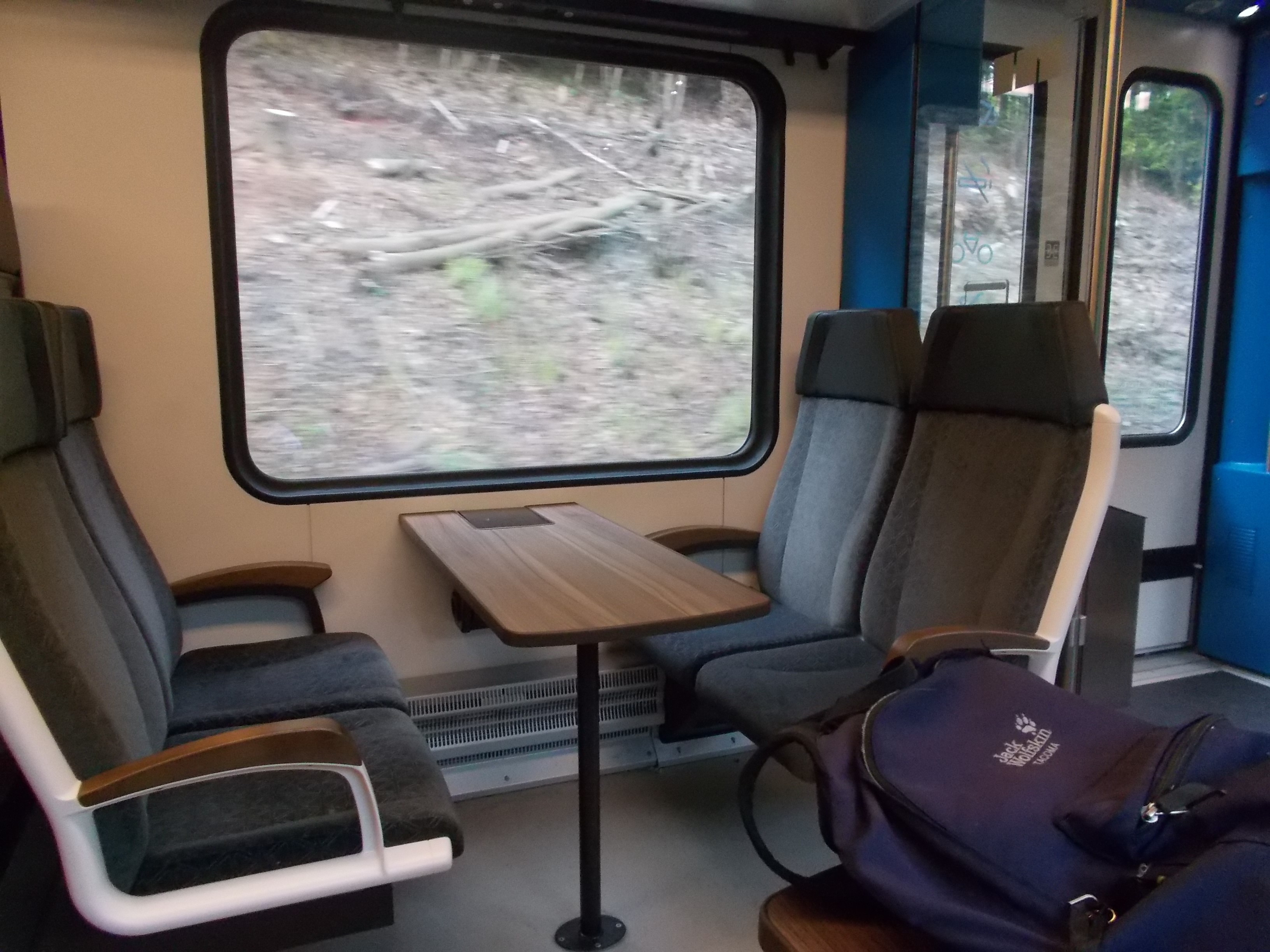
Vier Sitzplätze mit Tisch der zweiten Klasse

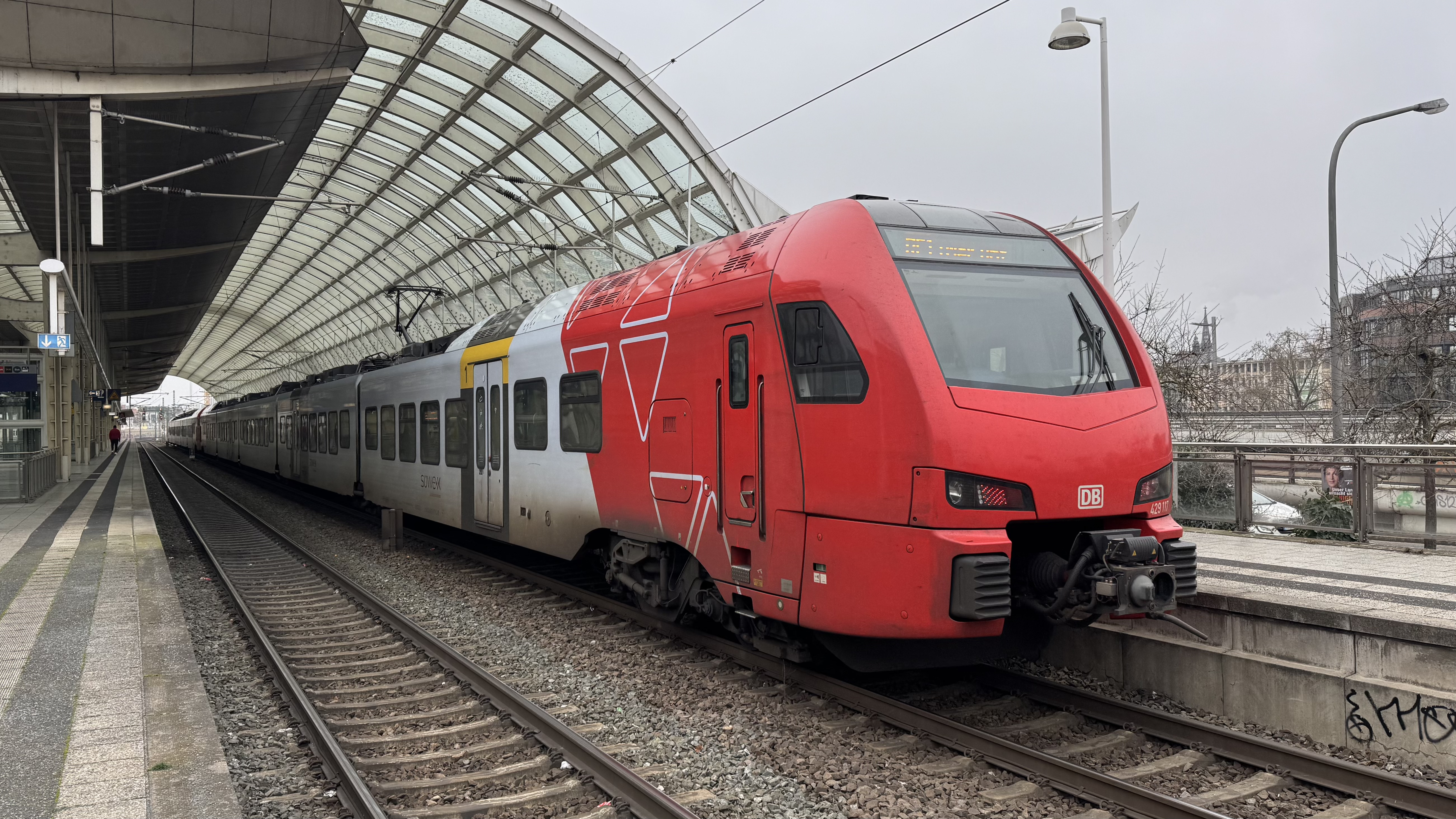
Süwex Flirt 3 im neuen Design

Für die SÜWEX-Strecken wurden von der DB Regio 28 fünfteilige Gliedertriebfahrzeuge des Typs FLIRT 160 der dritten Generation der Schweizer Firma Stadler Rail angeschafft, die sich auch in der Lackierung von anderen DB-Fahrzeugen unterscheiden.
Die Züge bieten stufenlosen Einstieg an Bahnsteigen in Standardhöhe von 76 Zentimetern, ggf. erleichtert mit Schiebetritten. Sie sind durchgehend begehbar mit zwei Stufen höheren Bereichen nur an den beiden Enden des Zuges und geringen Erhöhungen an den Wagenübergängen, die mit kurzen flachen Rampen auch von Rollstuhlfahrern bewältigt werden können.
Jedes Fahrzeug verfügt außerdem über:
- 270 Sitzplätze
- Vis-à-vis- und Reihenbestuhlung
- Klimatisierung
- verbessertes Fahrgastinformationssystem
- Steckdosen
- Videoüberwachung der Innenräume
- 24 Fahrradstellplätze, erweiterbar auf 36 Plätze
- zwei Toiletten, davon eine barrierefrei
- WLAN mit 50 Megabyte Datenvolumen pro Tag seit August 2018

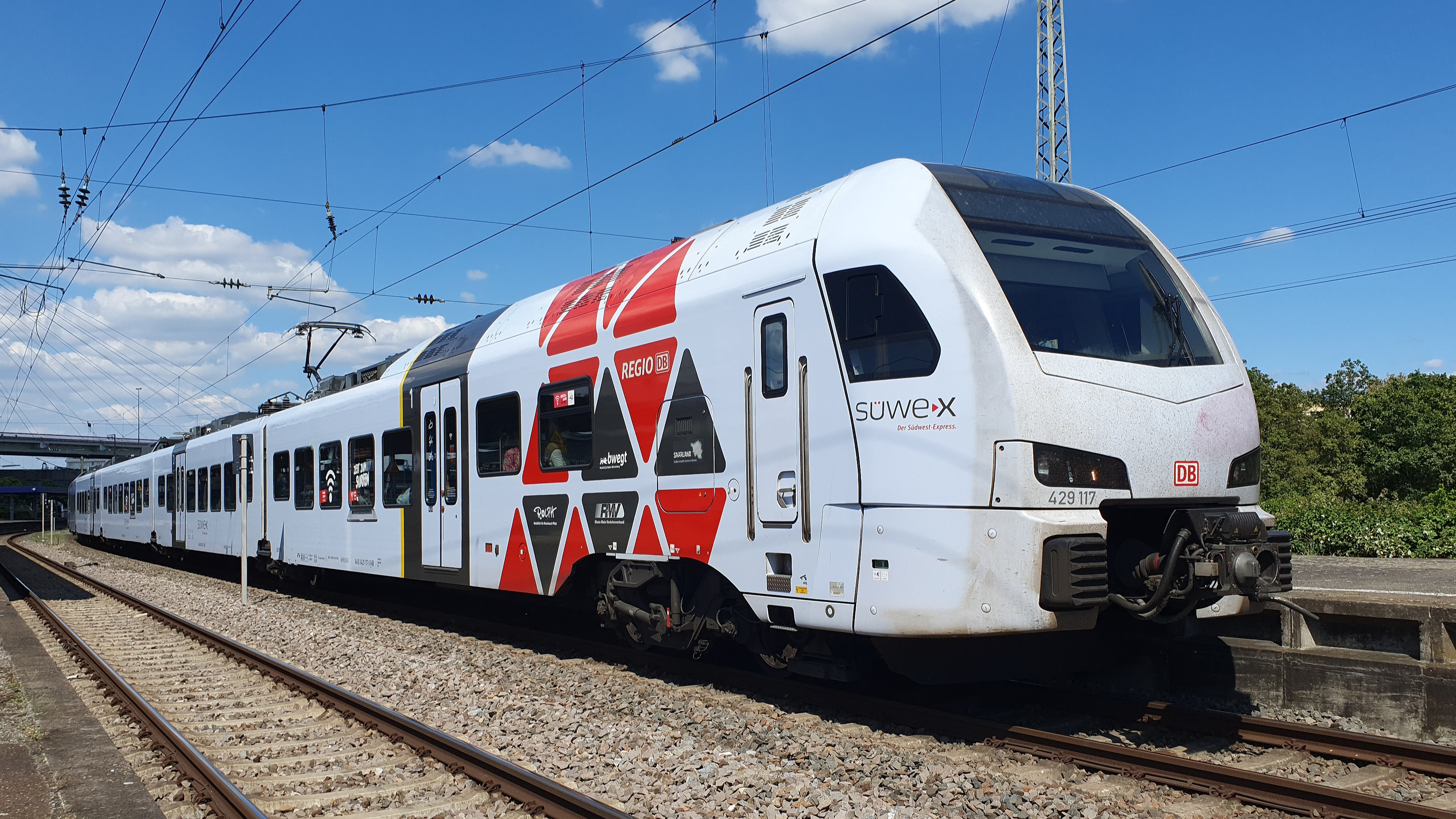
Ehemaliges Design Süwex Flirt 3

Das Design der Fahrzeuge war von den ausschreibenden Aufgabenträgern vorgegeben; beim Expressnetz sind die Dreiecke am Kopf der Triebzüge mit rot dekoriert. Die Grundfarbe sowohl für SÜWEX als auch vlexx ist das Fliederweiß (RAL 290 93 05) aus dem Farbsystem RAL Design plus. Ab 2023 wurden die Züge teilweise neu lackiert, wobei die Köpfe der Triebzüge nun komplett verkehrsrot sind mit Dreiecken mit weißem Rahmen an der Seite.

## Service und Vermarktung
Ein mobiles Reinigungsteam sowie die durchgehende Besetzung mit einem bis zwei Zugbegleitern soll für mehr Service, Sauberkeit und Qualität im Zug sorgen. Darüber hinaus steht in ausgewählten Zügen eine mobile Bereitstellung von Getränken und Imbissen zur Verfügung. Des Weiteren wurden im Zusammenhang mit dem SÜWEX neue Wagenstandsanzeiger installiert.
Im Rahmen eines Pilotprojektes für Kunden mit Abonnements bietet die DB Regio Mitte im Bereich des Zweckverbands Schienenpersonennahverkehr Rheinland-Pfalz Nord an, dauerhaft kostenlos einen Sitzplatz in einem gekennzeichneten Bereich zu reservieren. Die Umsetzung erfolgt mittels einer App.
In den SÜWEX-Zügen gilt der reguläre Tarif des jeweils zuständigen Verkehrsverbundes bzw. der Haustarif der Deutschen Bahn AG für Fahrten über die Verbundgrenzen hinaus. Außerdem bestehen besondere Angebote für Pendler und Freizeitreisende.